# Full Throttle: All-American Racing
Full Throttle: All-American Racing, connu au Japon sous le titre Full Power (フル・パワー), est un jeu vidéo de course sorti sur la Super Nintendo.

## Système de jeu
Les joueurs peuvent faire la course en utilisant des motocyclettes ou des motomarines. Six coureurs peuvent être contrôlés par le joueur humain. Les lieux visités dans le jeu incluent les Appalaches, les rues de San Francisco et les déserts de l'Arizona.

## Réception
GamePro décrit Full Throttle: All-American Racing comme étant véritablement moyen.